# Poliana Barbosa Medeiros
Poliana Barbosa Medeiros (Ituiutaba, Brasil; 6 de febrero de 1991), conocida como Poliana, es una futbolista profesional brasileña. Juega como defensora y su actual equipo es el Corinthians de la primera división del Brasileirão Femenino. Ha sido internacional con la selección de Brasil.

## Trayectoria
Poliana comenzó su carrera juvenil en el Rio Preto Esporte Clube de São José do Rio Preto. En 2009, firmó un contrato con Santos tras pasar por un período de prueba.
En 2010 inició su trayectoria en el São José, con el que conquistó la Copa Libertadores en 3 ocasiones: 2011, 2013 y 2014 y el Campeonato Mundial de Clubes en 2014, derrotando el club inglés Arsenal Ladies por 2 a 0. En la Libertadores de 2011, marcó el gol del título para el São José y en la edición de 2014, contribuyó con 2 goles en la victoria 5-2 de la final frente al Caracas.
En diciembre de 2014, fue contratada por el club estadounidense Houston Dash para disputar la National Women's Soccer League (NWSL).
En julio de 2015, fue cedida en préstamo al club islandés Stjarnan para disputar las eliminatorias de la Liga de Campeones. Fue campeona de la Copa de Islandia y marcó uno de los goles de la final. Posteriormente volvió al Houston Dash para participar de la temporada 2016 de la NWSL.
En febrero de 2018 firmó con el Orlando Pride de la NWSL.
En 2019, volvió al São José.
El año siguiente, pasó a formar parte del Corinthians.

## Estadísticas

### Clubes
| Club                | País           | Año             |
| ------------------- | -------------- | --------------- |
| Santos              | Brasil         | 2009            |
| São José            | Brasil         | 2010 - 2014     |
| Houston Dash        | Estados Unidos | 2015            |
| Stjarnan (préstamo) | Islandia       | 2015            |
| Houston Dash        | Estados Unidos | 2016            |
| Orlando Pride       | Estados Unidos | 2018            |
| São José            | Brasil         | 2019            |
| Conrinthians        | Brasil         | 2020 - presente |

## Palmarés

### Títulos nacionales
| Título               | Club         | País     | Año  |
| -------------------- | ------------ | -------- | ---- |
| Copa de Brasil       | São José     | Brasil   | 2012 |
| Campeonato Paulista  | São José     | Brasil   | 2012 |
| Copa de Brasil       | São José     | Brasil   | 2013 |
| Campeonato Paulista  | São José     | Brasil   | 2014 |
| Copa de Islandia     | Stjarnan     | Islandia | 2015 |
| Brasileirão Femenino | Conrinthians | Brasil   | 2020 |
| Campeonato Paulista  | Conrinthians | Brasil   | 2020 |
| Brasileirão Femenino | Conrinthians | Brasil   | 2021 |

### Títulos internacionales
| Título                                  | Club     | País    | Año  |
| --------------------------------------- | -------- | ------- | ---- |
| Copa Libertadores                       | São José | Brasil  | 2011 |
| Torneo Internacional de Fútbol Femenino | Brasil   | Brasil  | 2012 |
| Copa Libertadores                       | São José | Brasil  | 2013 |
| Campeonato Internacional de Clubes      | São José | Japón   | 2014 |
| Copa Libertadores                       | São José | Brasil  | 2014 |
| Copa América Femenina                   | Brasil   | Ecuador | 2014 |
| Juegos Suramericanos                    | Brasil   | Chile   | 2014 |
| Torneo Internacional de Fútbol Femenino | Brasil   | Brasil  | 2014 |
| Torneo Internacional de Fútbol Femenino | Brasil   | Brasil  | 2015 |
| Juegos Panamericanos                    | Brasil   | Canadá  | 2015 |
| Torneo Internacional de Fútbol Femenino | Brasil   | Brasil  | 2016 |
| Torneo Internacional de Yongchuan       | Brasil   | China   | 2017 |
| Copa América Femenina                   | Brasil   | Chile   | 2018 |

(*) Incluyendo la Selección